# Búp lệ
Buddleja davidii là một loài thực vật có hoa trong họ Huyền sâm. Loài này được Franch. mô tả khoa học đầu tiên năm 1887.